# Insenatura Nantucket
L'insenatura Nantucket (in inglese Nantucket Inlet) è un'insenatura ricoperta di ghiaccio, larga 11 km e lunga 24, situata sulla costa di Lassiter, nella quale penetra in direzione nord-ovest, nella parte sud-orientale della Terra di Palmer, in Antartide. L'insenatura si estende in particolare dalla penisola Smith alla penisola Bowman.
All'interno dell'insenatura, o comunque delle cale situate sulla sua costa, si gettano diversi ghiacciai, tra cui il Johnston.

## Storia
L'insenatura Nantucket fu scoperta da alcuni membri del Programma Antartico degli Stati Uniti d'America di stanza alla base Est durante una ricognizione aerea effettuata il 30 dicembre 1940. Gli stessi la battezzarono poi così in onore dell'isola statunitense di Nantucket, nel Massachusetts, base dei primi balenieri del New England nella prima metà del diciannovesimo secolo.